# 1010 (numero)
Milledieci (1010) è il numero naturale dopo il 1009 e prima del 1011.

## Proprietà matematiche
- È un numero pari.
- È un numero sfenico.
- È un numero composto da 8 divisori: 1, 2, 5, 10, 101, 202, 505, 1010. Poiché la somma dei suoi divisori (escluso il numero stesso) è 826 < 1010, è un numero difettivo.
- È un numero ondulante nel sistema numerico decimale.
- È un numero odioso.
- È un numero intero privo di quadrati.
- È parte delle terne pitagoriche (200, 990, 1010), (434, 912, 1010), (606, 808, 1010), (672, 754, 1010), (1010, 2424, 2626), (1010, 10176, 10226), (1010, 51000, 51010), (1010, 255024, 255026).

## Astronomia
- 1010 Marlene è un asteroide della fascia principale del sistema solare.

## Astronautica
- Cosmos 1010 è un satellite artificiale russo.